# Палацо Векио
Палацо Векио (итал. Palazzo Vecchio; у преводу „стара палата“) налази се у Фиренци и представља градску већницу. Ова масивна романичка, кренелирана утврђена палата се сматра једном од најимпресивнијих градских већница Тоскане. Грађевина се налази на тргу Пјаца дела Сињорија (итал. Piazza della Signoria) и садржи копију Микеланђеловог Давида као и низ вредних кипова у оближној Лођа деи Ланци (итал. Loggia dei Lanzi), што је чини једном од најзначајнијих јавних објеката у Италији.
Првобитно се звала „Палацо дела Сињорија" (итал. Palazzo della Signoria), према Сињорији Фиренце, владајућем органу Фирентинске републике. Касније су је кроз дугу историју красила друга имена попут „Народна палата" (итал. Palazzo del Popolo), „Игуманска палата" (итал. Palazzo dei Priori) и „Војводска палата" (итал. Palazzo Ducale). Садашње име је добила када су Медичијеви своју војводску резиденцију преместили преко реке Арно у Палацо Пити.